# Pinkpop 2010
Pinkpop 2010 was de 41e editie van het Nederlands muziekfestival Pinkpop en de 23e in Landgraaf. Het evenement werd deze keer niet in het pinksterweekeinde gehouden doch 1 week later, van vrijdag 28 tot en met zondag 30 mei 2010. Dit was in de radioshow van Giel Beelen van 2 juni 2009 bekendgemaakt door Jan Smeets. Deze editie vond wel zoals gebruikelijk plaats op Megaland in de gemeente Landgraaf. Dat zal minstens nog tot en met 2019 het geval zijn, heeft de organisatie aangekondigd.

## Bekendmaking
De jaarlijkse Pinkpop-persconferentie werd gehouden op 24 februari 2010. Daarnaast zal de Gouden Tip dit jaar begin december starten. De voorverkoop voor Pinkpop 2010 werd gestart op zaterdag 12 december 2009.

## Aanwezige bands

### Namen
Op maandag 7 december 2009, wederom in de show van Giel Beelen op 3FM, heeft Jan Smeets persoonlijk bevestigd dat Rammstein voor de vrijdagavond is bevestigd en hij heeft toen gemeld dat men bezig is met Pink naar Pinkpop te halen. Via de Pinkpop-site maakte Pinkpop op 8 december, een dag na Rammstein en Pink, bekend dat ook John Mayer en Kasabian op Pinkpop 2010 zullen verschijnen. Op 26 januari werd bekend dat Wolfmother de gouden tip winnaar was en op de zondag zal optreden. De Amerikaanse band Gossip bevestigde zich op 2 februari op hun eigen pagina voor de vrijdag. Op 7 januari vertelt Jan Smeets in de ochtendshow GIEL! op 3FM, dat hij in onderhandeling is met Green Day, Weezer en Editors.
Op maandag 22 februari vertelde Giel Beelen in zijn eerder genoemde programma dat Editors zeker komt. Later meldde ook Gerard Ekdom dat dit hem ook verteld was, maar dat hij zijn mond moest houden, Giel reageerde dat hem hetzelfde was verteld. Diezelfde avond meldt Michiel Veenstra in zijn programma 'MetMichiel' dat hij heel erg vermoedt dat Green Day ook op Pinkpop zal spelen. De band bevestigde dit een dag later op hun eigen site.
Op graz.nl werd vermeld dat The Prodigy zeer waarschijnlijk de zondagavond afsluit.
Op 4 maart maakte Pinkpop op zijn website bekend dat de volgende bands ook op het festival zullen optreden: Epica, C-Mon & Kypski en OneRepublic. Op 22 maart werd bekendgemaakt dat OneRepublic toch niet komt doordat zij gaan toeren met een grote band. Wel werden Motorhead, Slash en The Opposites toegevoegd.
Op het laatste moment werd Ryan Shaw nog toegevoegd aan deze editie ter vervanging van Wolfmother. Zij moesten afzeggen omdat zanger Andrew Stockdale ziek was geworden. Triggerfinger zal Wolfmother op zondag vervangen. Destine schuift door en vult de plek van Triggerfinger op zaterdag in en nieuwkomer Ryan Shaw opende het 3FM-podium op diezelfde zaterdag.

### Programma
|                      | Mainstage (Zuid)                                                         | 3FMstage (Noord)                           | Tentstage (Zuid West)                                                   |
| -------------------- | ------------------------------------------------------------------------ | ------------------------------------------ | ----------------------------------------------------------------------- |
| Vrijdag 28 mei 2010  | Epica Kasabian Motorhead Rammstein                                       | The Opposites The Temper Trap Paolo Nutini | Sungrazer Black Box Revelation Gossip                                   |
| Zaterdag 29 mei 2010 | Moke en Metropole Orkest C-mon & Kypski Mando Diao Editors Green Day     | Ryan Shaw Destine Biffy Clyro John Mayer   | Everything Everything Kitty, Daisy & Lewis Caro Emerald 2 Many DJs      |
| Zondag 30 mei 2010   | The Maccabees Danko Jones Skunk Anansie Triggerfinger Pixies The Prodigy | Jon Allen Kate Nash Slash Mika P!nk        | DeWolff General Fiasco Yeasayer Florence and the Machine Gogol Bordello |

#### Campingfeesten vrijdag: Camping A
- 23:00-03:00 • dj's Mad (Ed) & Arnold

#### Campingfeesten vrijdag: Camping B
- 23:00-03:00 • dj's L-Ende , Dab

#### Openluchtfilms vrijdag
- 22:00 • Control
- 00:00 • District 9

#### Campingfeesten zaterdag: Camping A
- 23:00-03:00 • The Bitches Collective

#### Campingfeesten zaterdag: Camping B
- 23:00-03:00 • de Gemene Mixmeesters

#### Openluchtfilms zaterdag
- 22:00 • Slumdog Millionaire
- 00:00 • In Bruges